# Tomás Cipriano de Mosquera
Tomás Cipriano de Mosquera y Arboleda, né le 26 septembre 1798 à Popayán et mort le 7 octobre 1878 à Puracé (Cauca), est un général et homme d'État colombien. Il est président de la Colombie à quatre reprises, de 1845 à 1849, de 1861 à 1863, de 1863 à 1864 et de 1866 à 1867. Président libéral, il est l'homme fort du pays dans les années qui suivent la guerre civile colombienne de 1860-1862 et le principal artisan de l'avènement des États-Unis de Colombie.
En 1861, il déclare la sécession de l'État du Cauca, le plus vaste des États fédérés, et la guerre au gouvernement de la Confédération grenadine afin d'augmenter le pouvoir du Cauca au sein de la confédération. Le 18 juillet 1861, Mosquera prend Bogota et se déclare président provisoire. L'un de ses premiers actes est de renommer le pays en États-Unis de Nouvelle-Grenade (espagnol : Estados Unidos de Nueva Granada), nom abandonné en novembre de la même année pour celui d'États-Unis de Colombie (espagnol : Estados Unidos de Colombia). À partir du 4 février 1863 se réunit la convention de Rionegro. Il en résulte une nouvelle constitution qui entérine le changement de nom du pays et redéfinit la répartition des pouvoirs entre le gouvernement central et les États fédérés au profit de ces derniers. La diminution du pouvoir central entraînera de nombreux heurts entre les États fédérés, certains dégénérant en guerre civile (notamment en 1876-1877).
Le 1er avril 1864, le général Mosquera laisse la place de président à Manuel Murillo Toro, libéral, ancien ministre du président José Hilario López. En 1865, durant l'absence du général Mosquera, les conservateurs tentent de prendre le contrôle de l'État du Cauca, fief du général. Le 1er avril 1866, Mosquera est élu une nouvelle fois à la présidence. Il ne prend ses fonctions que le 19 mai 1866, l'intérim étant assuré par José María Rojas Garrido. Mosquera fait adopter un décret qui ordonne le licenciement des troupes entretenues par les gouverneurs. Le gouverneur et l'assemblée de l'État de Panama déclarent ce décret nul. Mosquera envoie 500 hommes en garnison dans l'État pour le faire appliquer. Son intervention dans les troubles qui secouent les États de Santander et Antioquia le font accuser d'agissements dictatoriaux. Le 6 décembre 1866, Mosquera adresse sa démission à la cour suprême, qui la refuse. En 1867, le Congrès rend aux États le pouvoir de lever des troupes. Sur le plan extérieur, Mosquera maintient la neutralité du pays dans la guerre hispano-sud-américaine, interdisant le transit des approvisionnements et munitions par l'isthme de Panama. Il déclare les ports colombiens ouverts aux belligérants. 
En 1867, profitant d'une guerre civile dans l'État de Magdalena, Mosquera rétablit l'article 92 de la constitution qui donne au président des pouvoirs discrétionnaires en cas de troubles. Il fait arrêter l'ancien président Murillo et obtient des députés l'approbation de ses actes. Il envoie des troupes contre le président de l'État de Magdalena, le chassant de Santa Marta sans toutefois mettre fin à la guerre civile. Mis en accusation, il opte pour un coup d'État. Le 29 avril 1867, il prononce la dissolution du congrès et déclare l'état de guerre. Il adresse un appel au peuple et envoie un message aux présidents des États les assurant de son respect pour l'autonomie des États et de son désir de paix et accusant le congrès de trahison. Les présidents des États de Magdalena et Santander le déclarent déchu. Le général Santos Acosta, chef de l'armée et président de l'État de Boyacá, renverse le président. Il le fait prisonnier le 23 mai 1867 et convoque le congrès. Mosquera, accusé de mesures anticonstitutionnelles, est condamné à quatre ans d'exil. Le général Santos Gutiérrez est rappelé d'Europe et assure l'intérim du pouvoir.

## Vie personnelle
Tomás Cipriano de Mosquera est le frère de Joaquín Mosquera (1787-1878), président de la Grande Colombie du 13 juin 1830 au 4 septembre 1830 et du 2 mai 1831 au 23 novembre 1831.

## Carrière militaire et politique
À seize ans, en 1814, Tomás Cipriano de Mosquera s'engage pour l'indépendance de la Colombie en rejoignant comme cadet le combat de Simón Bolívar. Il est nommé sous-lieutenant en avril 1815, lieutenant en juin 1816.
En 1820, il est commandant de la première compagnie du bataillon de réserve, commandant de Popayán et de sa garde civile sous les ordres du gouverneur de Popayán, José Solís. Il est nommé lieutenant-colonel en 1822, colonel en 1824.
Le 7 mars 1826, il est nommé à l'intendance de Guayaquil (aujourd'hui en Équateur). En février de l'année suivant, il est à Popayán en tant que commandant général du département de Cauca chargé de l'intendance, sous les ordres du général Pedro León Torres. Il est ensuite nommé à l'état-major général et à l'inspection des armées. En 1829, il est nommé général.
Mosquera est absent durant la dissolution de la Grande Colombie, étant envoyé comme diplomate au Pérou de 1829 à 1830, dans diverses nations d'Europe et aux États-Unis d'Amérique de 1830 à 1833.
Il fait ensuite partie du Congrès de 1834 à 1837. Le conservateur José Ignacio de Márquez le nomme Secrétaire à la Guerre, poste auquel il est victorieux lors de la Guerre des Suprêmes en 1840, première guerre civile de la Colombie indépendante.
Il est nommé ambassadeur auprès du Pérou, du Chili et de la Bolivie entre 1842 et 1845.

## Première présidence (1845-1849)

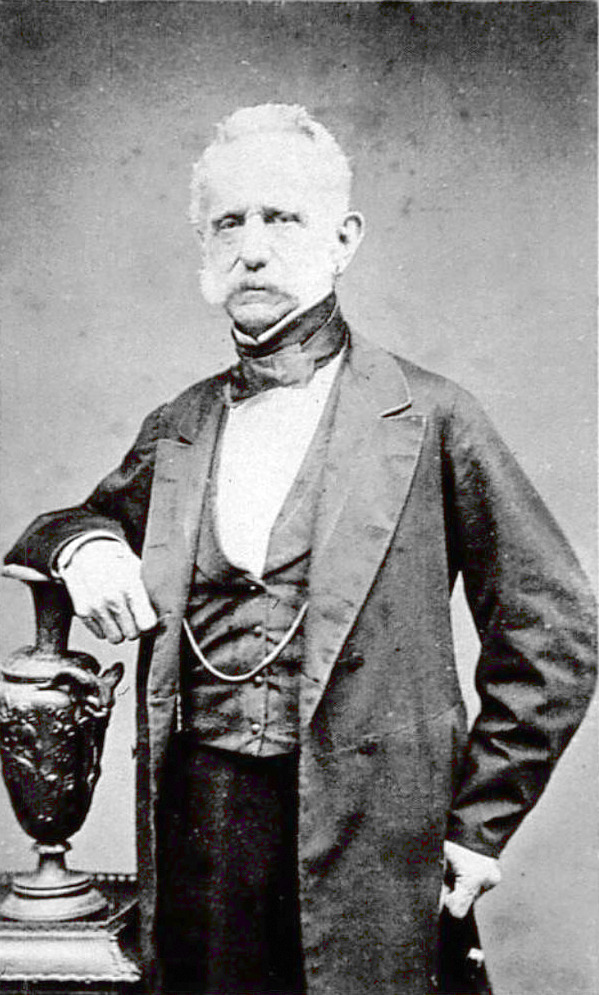
Photographie du général Mosquera.

Lors de l'élection présidentielle colombienne de 1845, Tomás Cipriano de Mosquera est élu président de la République de Nouvelle-Grenade. Il est le 6e à occuper cette fonction.
Durant son mandat, ses principales actions portent sur :
- l'accroissement du commerce extérieur. À cet effet, le traité Mallarino-Bidlack est signé avec les États-Unis.
- la revitalisation de la culture du café en abolissant les impôts coloniaux encore existants.
- l'introduction du système métrique dans le pays
- l'initiation d'une politique de séparation de l'Église et de l'État
- la nomination de l'architecte danois Thomas Reed pour superviser la construction du Capitole national de Colombie à Bogota.
- la réalisation du premier recensement de l'histoire de la Colombie.
- la promotion du trafic fluvial à vapeur sur le río Magdalena.

Sa politique est vue d'un mauvais œil par les forces conservatrices qui l'ont porté au pouvoir et Mosquera se rapproche des idées du parti libéral.

## Guerre civile
Son mandat terminé, Mosquera se rend à New York où il se consacre aux entreprises commerciales de sa famille, dont il revient en 1854 pour combattre la dictature de José María Melo. Il combat les propriétaires terriens, tant conservateurs que libéraux, contre lesquels il fédèrent les Indiens, en lutte contre l’expropriation de leurs terres collectives, les Noirs, descendants d'esclaves, et les petits artisans appauvris par le libre-échange pratiqué par les classes dirigeantes.
Désormais totalement en phase avec les idées du parti libéral, il siège au congrès en tant que représentant et sénateur. Il est candidat à l'élection présidentielle de 1857 où il arrive en troisième position derrière le conservateur Mariano Ospina Rodríguez et le libéral Manuel Murillo Toro.
Après le changement constitutionnel de 1858 qui transforme la République de Nouvelle-Grenade en Confédération grenadine, il est élu président de l'État fédéral de Cauca et devient le chef de file de l'opposition libérale au président Ospina qui ne respecte pas l'autonomie des États confédérés.
En 1860, Mosquera déclare la sécession de l'État fédéral de Cauca et la guerre à la Confédération grenadine. Il reçoit rapidement le soutien des états fédéraux de Santander et Tolima (partie occidentale de l'État fédéral de Cundinamarca ayant fait sécession). La guerre civile voit s'affronter les conservateurs emmenés par le président Mariano Ospina Rodríguez et les libéraux conduits par Mosquera pendant deux ans. Le 18 juillet 1861, Mosquera prend Bogota. Il se déclare alors président provisoire. Le 18 septembre 1862 voit la victoire définitive des libéraux lors d'une bataille près de Cartago.

## Seconde et troisième présidences (1861-1864)
Durant la période où Mosquera est président provisoire (de la prise de Bogotá le 18 juillet 1861 à la réunion de la nouvelle assemblée constituante), ses principales actions sont dirigées contre le pouvoir de l'Église, par des expropriations et l'expulsion des jésuites.
Le 8 mai 1863 se réunit la convention de Rionegro. Il en résulte une nouvelle constitution d'inspiration libérale qui entérine le changement de nom du pays pour celui d'États-Unis de Colombie et redéfinit la répartition des pouvoirs entre le gouvernement central et les États fédérés au profit de ces derniers.
Mosquera est élu pour diriger le pays jusqu'à l'élection présidentielle colombienne de 1864 qui voit la victoire de Manuel Murillo Toro. Celui-ci remplace Mosquera dans ses fonctions le 1er avril.

## Quatrième présidence (1866-1867)
Lors de l'élection présidentielle colombienne de 1866, Mosquera est élu président malgré l'opposition des libéraux radicaux. Son mandat est marqué par les relations difficiles avec le Vatican, qui provoquent une intervention du pape Pie IX, et des manières du président jugées dictatoriales. Le 29 avril 1867, Mosquera prononce la dissolution du Congrès et déclare l'état de guerre. Il fait de Bogota un district fédéral, adresse un appel au peuple et envoie un message aux présidents de États les assurant de son respect pour l'autonomie des États et de son désir de paix et accusant le congrès de trahison. Les présidents des États de Magdalena et Santander le déclarent déchu. Le général Santos Acosta, chef de l'armée et président de l'État de Boyacá, renverse le président. Il le fait prisonnier le 23 mai 1867 et convoque le congrès. Mosquera, accusé de mesures anticonstitutionnelles, est condamné à quatre ans d'exil. Le général Santos Gutiérrez est rappelé d'Europe et assure l'intérim du pouvoir.

## Fin de vie et mort

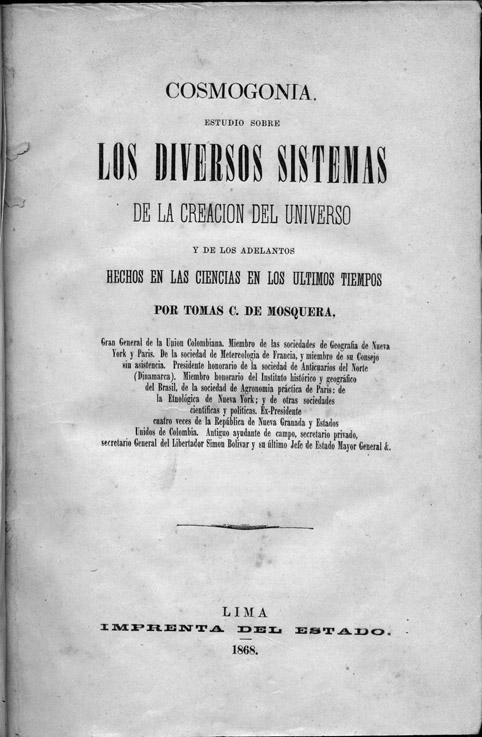
Première page du livre Cosmogonia.

Mosquera vit pendant trois ans en exil à Lima, au Pérou. Il y étudie les différentes théories sur la création de l'Univers et publie en 1868 un livre sur le sujet intitulé Cosmogonia.
Il est de retour en Colombie pour l'élection présidentielle colombienne de 1870, où il est battu par Eustorgio Salgar. Il est élu président de l'État de Cauca, poste qu'il occupe jusqu'en 1873. En 1876, il est sénateur.
Il meurt le 7 octobre 1878 à l'âge de 80 ans dans son hacienda près de Popayán. Ses restes reposent au panthéon de Popayán.

## Ascendance
|  |                                                                 |  |  |  |  |  |  |  |  |  |  |  |  |  |  |  |
|  | 16. Cristóbal de Mosquera-Figueroa y del Campo                  |  |  |  |  |  |  |  |  |  |  |  |  |  |  |  |
|  |                                                                 |  |  |  |  |  |  |  |  |  |  |  |  |  |  |  |
|  |                                                                 |  |  |  |  |  |  |  |  |  |  |  |  |  |  |  |
|  | 8. Cristóbal de Mosquera-Figueroa y Silva-Saavedra              |  |  |  |  |  |  |  |  |  |  |  |  |  |  |  |
|  |                                                                 |  |  |  |  |  |  |  |  |  |  |  |  |  |  |  |
|  |                                                                 |  |  |  |  |  |  |  |  |  |  |  |  |  |  |  |
|  | 17. Antonia Silva-Saavedra y Quintero-Príncipe                  |  |  |  |  |  |  |  |  |  |  |  |  |  |  |  |
|  |                                                                 |  |  |  |  |  |  |  |  |  |  |  |  |  |  |  |
|  |                                                                 |  |  |  |  |  |  |  |  |  |  |  |  |  |  |  |
|  | 4. Capitán José Patricio de Mosquera-Figueroa y Prieto de Tobar |  |  |  |  |  |  |  |  |  |  |  |  |  |  |  |
|  |                                                                 |  |  |  |  |  |  |  |  |  |  |  |  |  |  |  |
|  |                                                                 |  |  |  |  |  |  |  |  |  |  |  |  |  |  |  |
|  | 18. Sargento Martín Prieto de Tobar y Guzmán                    |  |  |  |  |  |  |  |  |  |  |  |  |  |  |  |
|  |                                                                 |  |  |  |  |  |  |  |  |  |  |  |  |  |  |  |
|  |                                                                 |  |  |  |  |  |  |  |  |  |  |  |  |  |  |  |
|  | 9. Juana Prieto de Tobar y Arboleda-Salazar                     |  |  |  |  |  |  |  |  |  |  |  |  |  |  |  |
|  |                                                                 |  |  |  |  |  |  |  |  |  |  |  |  |  |  |  |
|  |                                                                 |  |  |  |  |  |  |  |  |  |  |  |  |  |  |  |
|  | 19. Juana Arboleda-Salazar y Hurtado del Águila                 |  |  |  |  |  |  |  |  |  |  |  |  |  |  |  |
|  |                                                                 |  |  |  |  |  |  |  |  |  |  |  |  |  |  |  |
|  |                                                                 |  |  |  |  |  |  |  |  |  |  |  |  |  |  |  |
|  | 2. José María de Mosquera-Figueroa y Arboleda-Salazar           |  |  |  |  |  |  |  |  |  |  |  |  |  |  |  |
|  |                                                                 |  |  |  |  |  |  |  |  |  |  |  |  |  |  |  |
|  |                                                                 |  |  |  |  |  |  |  |  |  |  |  |  |  |  |  |
|  | 20. Capitán Francisco Arboleda-Salazar y Olea                   |  |  |  |  |  |  |  |  |  |  |  |  |  |  |  |
|  |                                                                 |  |  |  |  |  |  |  |  |  |  |  |  |  |  |  |
|  |                                                                 |  |  |  |  |  |  |  |  |  |  |  |  |  |  |  |
|  | 10. Francisco José Arboleda-Salazar y Hurtado del Águila        |  |  |  |  |  |  |  |  |  |  |  |  |  |  |  |
|  |                                                                 |  |  |  |  |  |  |  |  |  |  |  |  |  |  |  |
|  |                                                                 |  |  |  |  |  |  |  |  |  |  |  |  |  |  |  |
|  | 21. Agustina Hurtado del Aguilla y Lasso de la Vega             |  |  |  |  |  |  |  |  |  |  |  |  |  |  |  |
|  |                                                                 |  |  |  |  |  |  |  |  |  |  |  |  |  |  |  |
|  |                                                                 |  |  |  |  |  |  |  |  |  |  |  |  |  |  |  |
|  | 5. María Teresa Arboleda-Salazar y Vergara                      |  |  |  |  |  |  |  |  |  |  |  |  |  |  |  |
|  |                                                                 |  |  |  |  |  |  |  |  |  |  |  |  |  |  |  |
|  |                                                                 |  |  |  |  |  |  |  |  |  |  |  |  |  |  |  |
|  | 22. Francisco Vergara-Azcárate y Mayorga                        |  |  |  |  |  |  |  |  |  |  |  |  |  |  |  |
|  |                                                                 |  |  |  |  |  |  |  |  |  |  |  |  |  |  |  |
|  |                                                                 |  |  |  |  |  |  |  |  |  |  |  |  |  |  |  |
|  | 11. Francisca Vergara y Gómez de Sandoval                       |  |  |  |  |  |  |  |  |  |  |  |  |  |  |  |
|  |                                                                 |  |  |  |  |  |  |  |  |  |  |  |  |  |  |  |
|  |                                                                 |  |  |  |  |  |  |  |  |  |  |  |  |  |  |  |
|  | 23. Ursula Gómez de Sandoval                                    |  |  |  |  |  |  |  |  |  |  |  |  |  |  |  |
|  |                                                                 |  |  |  |  |  |  |  |  |  |  |  |  |  |  |  |
|  |                                                                 |  |  |  |  |  |  |  |  |  |  |  |  |  |  |  |
|  | 1. Tomás Cipriano de Mosquera y Arboleda                        |  |  |  |  |  |  |  |  |  |  |  |  |  |  |  |
|  |                                                                 |  |  |  |  |  |  |  |  |  |  |  |  |  |  |  |
|  |                                                                 |  |  |  |  |  |  |  |  |  |  |  |  |  |  |  |
|  | 24. Capitán Francisco Arboleda-Salazar y Olea                   |  |  |  |  |  |  |  |  |  |  |  |  |  |  |  |
|  |                                                                 |  |  |  |  |  |  |  |  |  |  |  |  |  |  |  |
|  |                                                                 |  |  |  |  |  |  |  |  |  |  |  |  |  |  |  |
|  | 12. Francisco José Arboleda-Salazar y Hurtado del Águila        |  |  |  |  |  |  |  |  |  |  |  |  |  |  |  |
|  |                                                                 |  |  |  |  |  |  |  |  |  |  |  |  |  |  |  |
|  |                                                                 |  |  |  |  |  |  |  |  |  |  |  |  |  |  |  |
|  | 25. Agustina Hurtado del Aguilla y Lasso de la Vega             |  |  |  |  |  |  |  |  |  |  |  |  |  |  |  |
|  |                                                                 |  |  |  |  |  |  |  |  |  |  |  |  |  |  |  |
|  |                                                                 |  |  |  |  |  |  |  |  |  |  |  |  |  |  |  |
|  | 6. Capitán Francisco Antonio Arboleda-Salazar y Vergara         |  |  |  |  |  |  |  |  |  |  |  |  |  |  |  |
|  |                                                                 |  |  |  |  |  |  |  |  |  |  |  |  |  |  |  |
|  |                                                                 |  |  |  |  |  |  |  |  |  |  |  |  |  |  |  |
|  | 26. Francisco Vergara-Azcárate y Mayorga                        |  |  |  |  |  |  |  |  |  |  |  |  |  |  |  |
|  |                                                                 |  |  |  |  |  |  |  |  |  |  |  |  |  |  |  |
|  |                                                                 |  |  |  |  |  |  |  |  |  |  |  |  |  |  |  |
|  | 13. Francisca Vergara y Gómez de Sandoval                       |  |  |  |  |  |  |  |  |  |  |  |  |  |  |  |
|  |                                                                 |  |  |  |  |  |  |  |  |  |  |  |  |  |  |  |
|  |                                                                 |  |  |  |  |  |  |  |  |  |  |  |  |  |  |  |
|  | 27. Ursula Gómez de Sandoval                                    |  |  |  |  |  |  |  |  |  |  |  |  |  |  |  |
|  |                                                                 |  |  |  |  |  |  |  |  |  |  |  |  |  |  |  |
|  |                                                                 |  |  |  |  |  |  |  |  |  |  |  |  |  |  |  |
|  | 3. María Manuela Arboleda-Salazar y Arrachea                    |  |  |  |  |  |  |  |  |  |  |  |  |  |  |  |
|  |                                                                 |  |  |  |  |  |  |  |  |  |  |  |  |  |  |  |
|  |                                                                 |  |  |  |  |  |  |  |  |  |  |  |  |  |  |  |
|  | 28. Juan Arrachea Dolagaray                                     |  |  |  |  |  |  |  |  |  |  |  |  |  |  |  |
|  |                                                                 |  |  |  |  |  |  |  |  |  |  |  |  |  |  |  |
|  |                                                                 |  |  |  |  |  |  |  |  |  |  |  |  |  |  |  |
|  | 14. Martín Arrachea Urrutia                                     |  |  |  |  |  |  |  |  |  |  |  |  |  |  |  |
|  |                                                                 |  |  |  |  |  |  |  |  |  |  |  |  |  |  |  |
|  |                                                                 |  |  |  |  |  |  |  |  |  |  |  |  |  |  |  |
|  | 29. Catalina Urrutia Elizalde                                   |  |  |  |  |  |  |  |  |  |  |  |  |  |  |  |
|  |                                                                 |  |  |  |  |  |  |  |  |  |  |  |  |  |  |  |
|  |                                                                 |  |  |  |  |  |  |  |  |  |  |  |  |  |  |  |
|  | 7. Juana Francisca Arrachea y Mosquera-Figueroa                 |  |  |  |  |  |  |  |  |  |  |  |  |  |  |  |
|  |                                                                 |  |  |  |  |  |  |  |  |  |  |  |  |  |  |  |
|  |                                                                 |  |  |  |  |  |  |  |  |  |  |  |  |  |  |  |
|  | 30. Cristóbal de Mosquera-Figueroa y Silva-Saavedra             |  |  |  |  |  |  |  |  |  |  |  |  |  |  |  |
|  |                                                                 |  |  |  |  |  |  |  |  |  |  |  |  |  |  |  |
|  |                                                                 |  |  |  |  |  |  |  |  |  |  |  |  |  |  |  |
|  | 15. Ignacia de Mosquera-Figueroa y Prieto de Tobar              |  |  |  |  |  |  |  |  |  |  |  |  |  |  |  |
|  |                                                                 |  |  |  |  |  |  |  |  |  |  |  |  |  |  |  |
|  |                                                                 |  |  |  |  |  |  |  |  |  |  |  |  |  |  |  |
|  | 31. Juana Prieto de Tobar y Arboleda-Salazar                    |  |  |  |  |  |  |  |  |  |  |  |  |  |  |  |
|  |                                                                 |  |  |  |  |  |  |  |  |  |  |  |  |  |  |  |
|  |                                                                 |  |  |  |  |  |  |  |  |  |  |  |  |  |  |  |